# Wereldkampioenschappen noordse combinatie 2021
De wereldkampioenschappen noordse combinatie 2021 werden van 26 februari tot en met 6 maart 2021 gehouden in Oberstdorf.
Nieuw op het programma was het eerste onderdeel voor vrouwen, Gundersen normale schans.

## Wedstrijdschema
| Datum       | Tijd          | Mannen               | Mannen                    | Vrouwen              | Vrouwen             |
| Datum       | Tijd          | Onderdeel            | Detail                    | Onderdeel            | Detail              |
| ----------- | ------------- | -------------------- | ------------------------- | -------------------- | ------------------- |
| 26 februari | 10:15 & 16:00 | Gundersen NH (HS106) | HS106 + 10 kilometer      |                      |                     |
| 27 februari | 10:00 & 15:30 |                      |                           | Gundersen NH (HS106) | HS106 + 5 kilometer |
| 28 februari | 10:00 & 15:00 | Team                 | HS106 + 4 x 5 kilometer   |                      |                     |
| 4 maart     | 11:00 & 15:15 | Gundersen NH (HS137) | HS137 + 10 kilometer      |                      |                     |
| 6 maart     | 10:00 & 15:00 | Teamsprint           | HS137 + 2 x 7,5 kilometer |                      |                     |

De letters NH en LH staan respectievelijk voor Normal Hill (normale schans) en Large Hill (grote schans). De letters HS staan voor Hillsize waarbij HS106 en HS137 staat voor de afstand in meters van punt van afsprong (de schans) tot het 32-gradenpunt op de landingshelling. Dit punt ligt op elke schans weer anders.

## Uitslagen

### Mannen

#### Gundersen
| HS106 + 10 kilometer | HS106 + 10 kilometer | HS106 + 10 kilometer | HS106 + 10 kilometer |
| #                    | Naam                 | Land                 | Tijd                 |
| -------------------- | -------------------- | -------------------- | -------------------- |
| Goud                 | Jarl Magnus Riiber   | NOR                  | 23.01,2              |
| Zilver               | Ilkka Herola         | FIN                  | + 0,4                |
| Brons                | Jens Lurås Oftebro   | NOR                  | + 0,9                |
| 4                    | Eric Frenzel         | GER                  | + 5,9                |
| 5                    | Akito Watabe         | JPN                  | + 9,0                |
| 6                    | Fabian Rießle        | GER                  | + 16,8               |
| 7                    | Johannes Lamparter   | AUT                  | + 28,6               |
| 8                    | Lukas Greiderer      | AUT                  | + 1.01,9             |
| 9                    | Jørgen Gråbak        | NOR                  | + 1.13,8             |
| 10                   | Espen Bjørnstad      | NOR                  | + 1.14,3             |

| HS137 + 10 kilometer | HS137 + 10 kilometer | HS137 + 10 kilometer | HS137 + 10 kilometer |
| #                    | Naam                 | Land                 | Tijd                 |
| -------------------- | -------------------- | -------------------- | -------------------- |
| Goud                 | Johannes Lamparter   | AUT                  | 23.11,1              |
| Zilver               | Jarl Magnus Riiber   | NOR                  | + 37,1               |
| Brons                | Akito Watabe         | JPN                  | + 45,8               |
| 4                    | Eric Frenzel         | GER                  | + 1.57,7             |
| 5                    | Fabian Rießle        | GER                  | + 1.57,9             |
| 6                    | Ilkka Herola         | FIN                  | + 1.59,0             |
| 7                    | Jens Lurås Oftebro   | NOR                  | + 2.04,3             |
| 8                    | Espen Andersen       | NOR                  | + 2.10,5             |
| 9                    | Laurent Mühletahler  | FRA                  | + 2.27,1             |
| 10                   | Ryota Yamamoto       | JPN                  | + 2.31,5             |

#### Team
| HS106 + 4×5 kilometer | HS106 + 4×5 kilometer                                               | HS106 + 4×5 kilometer | HS106 + 4×5 kilometer |
| #                     | Naam                                                                | Land                  | Tijd                  |
| --------------------- | ------------------------------------------------------------------- | --------------------- | --------------------- |
| Goud                  | Espen Bjørnstad Jørgen Gråbak Jens Lurås Oftebro Jarl Magnus Riiber | NOR                   | 43.57,7               |
| Zilver                | Terence Weber Fabian Rießle Eric Frenzel Vinzenz Geiger             | GER                   | + 42,7                |
| Brons                 | Johannes Lamparter Lukas Klapfer Mario Seidl Lukas Greiderer        | AUT                   | + 49,1                |
| 4                     | Akito Watabe Hideaki Nagai Yoshito Watabe Ryota Yamamoto            | JPN                   | + 2.13,4              |
| 5                     | Otto Niittykoski Perttu Reponen Ilkka Herola Eero Hirvonen          | FIN                   | + 2.38,7              |
| 6                     | Antoine Gérard Gaël Blondeau Matteo Baud Laurent Mühlethaler        | FRA                   | + 2.54,4              |
| 7                     | Raffaele Buzzi Aaron Kostner Samuel Costa Alessandro Pittin         | ITA                   | + 3.25,4              |
| 8                     | Jan Vytrval Ondřej Pažout Lukáš Daněk Tomáš Portyk                  | CZE                   | + 4.21,3              |
| 9                     | Jared Shumate Taylor Fletcher Niklas Malacinski Ben Loomis          | USA                   | + 5.16,1              |
| 10                    | Aleksandr Milanin Samir Mastjev Vjatsjeslav Barkov Artjom Galoenin  | RSF                   | + 8.27,7              |

#### Teamsprint
| HS137 + 2×7,5 kilometer | HS137 + 2×7,5 kilometer            | HS137 + 2×7,5 kilometer | HS137 + 2×7,5 kilometer |
| #                       | Naam                               | Land                    | Tijd                    |
| ----------------------- | ---------------------------------- | ----------------------- | ----------------------- |
| Goud                    | Johannes Lamparter Lukas Greiderer | AUT                     | 29.29,7                 |
| Zilver                  | Espen Andersen Jarl Magnus Riiber  | NOR                     | + 39,6                  |
| Brons                   | Fabian Rießle Eric Frenzel         | GER                     | + 1.07,4                |
| 4                       | Ryota Yamamoto Akito Watabe        | JPN                     | + 1.09,2                |
| 5                       | Ilkka Herola Eero Hirvonen         | FIN                     | + 1.42,7                |
| 6                       | Laurent Mühletahler Matteo Baud    | FRA                     | + 2.06,5                |
| 7                       | Ondřej Pažout Jan Vytrval          | CZE                     | + 4.10,6                |
| 8                       | Andreas Ilves Kristjan Ilves       | EST                     | + 4.30,6                |
| 9                       | Taylor Fletcher Ben Loomis         | USA                     | + 4.46,4                |
| 10                      | Vid Vrhovnik Gašper Brecl          | SLO                     | + 1 ronde               |

### Vrouwen
| HS106 + 5 kilometer | HS106 + 5 kilometer  | HS106 + 5 kilometer | HS106 + 5 kilometer |
| #                   | Naam                 | Land                | Tijd                |
| ------------------- | -------------------- | ------------------- | ------------------- |
| Goud                | Gyda Westvold Hansen | NOR                 | 13.10,4             |
| Zilver              | Mari Leinan Lund     | NOR                 | + 13,8              |
| Brons               | Marte Leinan Lund    | NOR                 | + 28,8              |
| 4                   | Anju Nakamura        | JPN                 | + 39,9              |
| 5                   | Tara Geraghty-Moats  | USA                 | + 1.09,4            |
| 6                   | Annika Sieff         | ITA                 | + 1.09,7            |
| 7                   | Daniela Dejori       | ITA                 | + 1.26,0            |
| 8                   | Lisa Hirner          | AUT                 | + 1.38,5            |
| 9                   | Sigrun Kleinrath     | AUT                 | + 1.39,5            |
| 10                  | Ayane Miyazaki       | JPN                 | + 1.43,6            |

### Medailleklassement
| Plaats | Land       | Goud | Zilver | Brons | Totaal |
| 1      | Noorwegen  | 3    | 3      | 2     | 8      |
| 2      | Oostenrijk | 2    | 0      | 1     | 3      |
| 3      | Duitsland  | 0    | 1      | 1     | 2      |
| 4      | Finland    | 0    | 1      | 0     | 1      |
| 5      | Japan      | 0    | 0      | 1     | 1      |
| Totaal | Totaal     | 5    | 5      | 5     | 15     |